# Associação Mercosul de Normalização
A Associação Mercosul de Normalização (Asociación Mercosur de Normalización, em espanhol) (AMN) é o órgão responsável pela normalização técnica no Mercosul. A partir de 4 de abril de 2000, através de um convênio firmado com o Grupo Mercado Comum (Argentina, Brasil, Paraguai e Uruguai). O Comitê passou a se chamar Associação Mercosul Normalização e se transformou num único organismo responsável pela gestão da normalização voluntária no âmbito do Mercosul. A Associação é formada por organismo nacionais dos 4 países de normalização (ONN) que são:
- Argentina - Instituto Argentino de Normalização e Certificação (IRAM)
- Brasil - Associação Brasileira de Normas Técnicas (ABNT)
- Paraguai - Instituto Nacional de Tecnologia e Normalização (INTN)
- Uruguai - Instituto Uruguaio de Normas Técnicas (UNIT)